# Singhalia
Singhalia är ett släkte av fjärilar. Singhalia ingår i familjen mott.
Kladogram enligt Catalogue of Life:
| Singhalia | \| \| Singhalia cinerella \| \| \| \| \| \| Singhalia cymogramma \| \| \| \| \| \| Singhalia sarcoglauca \| \| \| \| |
|           | \| \| Singhalia cinerella \| \| \| \| \| \| Singhalia cymogramma \| \| \| \| \| \| Singhalia sarcoglauca \| \| \| \| |
|           | Singhalia cinerella                                                                                                  |
|           | |
|           | Singhalia cymogramma                                                                                                 |
|           | |
|           | Singhalia sarcoglauca                                                                                                |
|           | |